# Сидоренко, Сергей Павлович
Сергей Павлович Сидоренко (13 июня 1947, Гримма, Германская Демократическая Республика — 22 ноября 2017, Санкт-Петербург) — советский легкоатлет, мастер спорта СССР по лёгкой атлетике (1971, тройной прыжок), заслуженный тренер РСФСР (1985), кандидат педагогических наук (1982), профессор.

## Биография
В 1958 году стал заниматься легкой атлетикой. Выступал за ленинградский СДСО «Буревестник». С 1973 по 1976 год состоял в сборной СССР.
В 1973 году стал победителем Кубка СССР.
В 1975 году занял второе место в тройном прыжке на чемпионате СССР в помещении, стал бронзовым призёром VIII Всемирной Летней Универсиады 1975 в Риме в соревнованиях по тройному прыжку с результатом 16 метров 42 сантиметра и серебряным призёром чемпионата СССР по лёгкой атлетике в помещении 1975 года.
По окончании спортивной карьеры занялся тренерской деятельностью: в 1977—1978 годах работал государственным тренером Госкомспорта СССР по Ленинграду, в 1978—1983 годах был тренером сборной СССР по тройному прыжку, в 1983—1992 годах работал старшим тренером сборной СССР. 
В 1982 году получил учёную степень кандидата педагогических наук, защитив диссертацию «Экспериментальное обоснование методики совершенствования ритма разбега прыгунов в тройном прыжке». В 2003—2015 годах преподавал на кафедре физической культуры и спорта Санкт-Петербургского государственного университета сервиса и экономики, с учёным званием профессора, имеет большое количество научных публикаций.